# Луна-5
Луна-5 — радянська автоматична міжпланетна станція для вивчення Місяця і космічного простору. Запуск здійснено 9 травня 1965 за допомогою ракети-носія «Молнія». Завданням місії була м'яка посадка на Місяць та вивчення його поверхні.
Починаючи з цієї станції, для апаратів програми «Луна» проводилася корекція траєкторії в ході польоту після проміжного старту. У ході цих експериментів відпрацьовувалися системи астрооріентаціі за Сонцем, Місяцем і Землею.
Системи управління польотом та системи терморегулювання накопичували дані, потрібні для створення надійної системи м'якої посадки.
Заплановану м'яку посадку здійснити не вдалося. 12 травня 1965 станція впала на Місяць. За початковим повідомленням, це відбулося біля Моря Хмар (31° пд. ш. 8° зх. д. / 31° пд. ш. 8° зх. д.), за пізнішою оцінкою — в Морі Островів (8° пн. ш. 23° зх. д. / 8° пн. ш. 23° зх. д.).